# Wesley Sneijder
Wesley Benjamin Sneijder (ur. 9 czerwca 1984 w Utrechcie) – holenderski piłkarz który występował na pozycji pomocnika. Obecny rekordzista pod względem liczby występów w reprezentacji Holandii.
Wicemistrz świata na Mistrzostwach Świata w 2010 roku oraz Brązowy medalista Mistrzostw Świata w 2014 roku. 
Uczestnik Mistrzostwach Świata w 2006 roku oraz Uczestnik Mistrzostw Europy w 2004, 2008 i 2012 roku.
W swojej karierze występował między innymi w takich klubach jak: Inter Mediolan, Real Madryt, Ajax Amsterdam czy Galatasaray SK.

## Kariera klubowa

### AFC Ajax
Sneijder należy do tzw. "złotej generacji" Ajaksu Amsterdam, zawodników urodzonych po 1980, do której oprócz niego zaliczają się m.in. Johnny Heitinga, Hedwiges Maduro, Ryan Babel, Nigel de Jong i Rafael van der Vaart. W sezonie 2005/2006 Sneijder strzelił już osiem goli dla Ajaxu, w tym dwa w meczu kwalifikacyjnym do Ligi Mistrzów z Brøndby IF, które dały Ajaksowi spokojną przewagę przed rewanżem (Ajax pierwszy mecz wygrał 3:1, a w rewanżu zremisował 2:2 – bramkę wtedy znowu zdobył Sneijder).
Wesley Sneijder przed rozpoczęciem sezonu otrzymał numer 10 na koszulce. Pod wodzą trenera Henka ten Cate odzyskał formę. Trafił w Amsterdam Tournament oraz w Superpucharze Holandii. W pierwszych dwóch meczach w lidze zdobył 4 gole. W kilku następnych już nie strzelał, ale asystował. Przebudził się w 9. kolejce, strzelając bramkę głową. Z Ajaksem wystąpił w Lidze Mistrzów, a następnie w Pucharze UEFA, z którego Ajax odpadł po dwumeczu z Werderem Brema. W całym sezonie zdobył osiemnaście bramek, stając się jednym z najlepszych strzelców drużyny i przyczyniając do wicemistrzostwa kraju oraz zdobycia Puchar Holandii.
Po sezonie 2006/2007 wiele klubów stanęło w kolejce po Wesleya. Kiedy wydawało się już, że zostanie sfinalizowany transfer do Valencia CF, działacze Ajaksu stwierdzili, że ich najlepszy zawodnik jest więcej wart niż szesnaście milionów euro i wycenili go na aż trzydzieści. Sam Wesley Sneijder zapowiedział, że zostanie w klubie na sezon 2007/2008. Świetnie spisywał się w przedsezonowych sparingach (w trzech meczach zdobył siedem goli). W Amsterdam Tournament w meczu z Atlético Madryt popisał się silnym uderzeniem z prawej nogi i pokonał bramkarza rywali. Szum związany z transferem zawodnika wydawał się być już skończony, kiedy nagle Real Madryt zaoferował za niego 24 mln euro. Zarząd Ajaksu oznajmił, że zastanowi się nad propozycją "Królewskich". Na drugi dzień oficjalna strona Ajaksu zamieściła informację, że Madryt wycofał złożone 24 mln. Wszyscy cieszyli się z pozostania Sneijdera w Amsterdamie. Jednak 12 sierpnia 2007 r. Wesley Sneijder stał się zawodnikiem Realu Madryt. Oficjalnie kwota transferu wyniosła 27 mln euro.

### Real Madryt
W swoim pierwszym meczu w barwach nowego klubu Sneijder zdobył bramkę w meczu przeciwko Atlético Madryt. Podczas drugiej kolejki rozgrywek Primera División holenderski gracz strzelił dwa gole Villarrealowi, w tym jednego z rzutu wolnego. Łącznie w sezonie 2007/2008 rozegrał on 30 spotkań i zdobył 9 bramek.
3 sierpnia 2008 podczas przedsezonowego meczu towarzyskiego z Arsenalem Londyn Sneijder doznał kontuzji, po kolizji z Abou Diabym i został wyłączony z gry na trzy miesiące. Po odejściu Robinho do Manchesteru City, holenderski zawodnik otrzymał numer "10" na koszulce. Sezon 2008/2009 Sneijder zakończył 22 meczami i 2 bramkami na swoim koncie. Z ostatnich meczów sezonu wykluczyła go kontuzja.

### Inter Mediolan
28 sierpnia 2009 roku oficjalna strona Realu Madryt poinformowała o transferze holenderskiego pomocnika do Interu Mediolan. Cena transferu nie została ujawniona, media spekulują jednak o kwocie 15 milionów euro. W sezonie 2009/2010 zdobył z Interem Mediolan potrójną koronę: mistrzostwo Włoch, Superpuchar Włoch i Puchar Ligi Mistrzów.

### Galatasaray Stambuł
Holender trafił nad Bosfor w zimowym oknie transferowym. Media donoszą, że Sneijder przeszedł do tureckiego klubu za kwotę około 10 mln euro. Pierwszego gola dla swojego nowego klubu zdobył przeciwko drużynie Orduspor, który zakończył się wynikiem 4:2 dla drużyny Galatasarayu.

## Kariera reprezentacyjna
W reprezentacji Holandii Sneijder zadebiutował 30 kwietnia 2003 roku w zremisowanym 1:1 spotkaniu z Portugalią. Ma za sobą występy na Mistrzostwach Europy w Portugalii (3.-4. miejsce), na Mistrzostwach Świata w Niemczech (1/8 finału) oraz Mistrzostwach Świata w RPA (2. miejsce). Był członkiem holenderskiej kadry na Euro 2008. Karierę reprezentacyjną zakończył w 2018, a jego ostatnim, 134. meczem w narodowych barwach było towarzyskie starcie z Peru, wygrane 2:1.

## Życie prywatne
Jego żoną była Ramona Streekstra. 4 września 2006 urodził się im syn Jessey. 21 stycznia 2009 roku para rozwiodła się. Od lata w 2009 roku jest w związku z holenderską modelką i prezenterka telewizyjną, Yolanthe Cabau van Kasbergen. Wesley ma młodszego brata – Rodneya. 17 lipca 2010 wziął ślub z Yolanthe Cabau.

## Przebieg kariery
Stan po sezonie 2015/16
| Sezon                        | Klub           | Kraj      | Rozgrywki            | Mecze | Bramki |
| ---------------------------- | -------------- | --------- | -------------------- | ----- | ------ |
| 2002/03                      | AFC Ajax       | Holandia  | Eredivisie           | 17    | 4      |
| 2003/04                      | AFC Ajax       | Holandia  | Eredivisie           | 30    | 9      |
| 2004/05                      | AFC Ajax       | Holandia  | Eredivisie           | 30    | 7      |
| 2005/06                      | AFC Ajax       | Holandia  | Eredivisie           | 19    | 5      |
| 2006/07                      | AFC Ajax       | Holandia  | Eredivisie           | 30    | 18     |
| 2007/08                      | Real Madryt    | Hiszpania | Primera División     | 30    | 9      |
| 2008/09                      | Real Madryt    | Hiszpania | Primera División     | 22    | 2      |
| 2009/10                      | Inter Mediolan | Włochy    | Serie A              | 26    | 4      |
| 2010/11                      | Inter Mediolan | Włochy    | Serie A              | 25    | 4      |
| 2011/12                      | Inter Mediolan | Włochy    | Serie A              | 20    | 4      |
| 2012/13                      | Inter Mediolan | Włochy    | Serie A              | 5     | 1      |
| 2012/13                      | Galatasaray SK | Turcja    | Süper Lig            | 12    | 3      |
| 2013/14                      | Galatasaray SK | Turcja    | Süper Lig            | 28    | 12     |
| 2014/15                      | Galatasaray SK | Turcja    | Süper Lig            | 31    | 10     |
| 2015/16                      | Galatasaray SK | Turcja    | Süper Lig            | 25    | 5      |
| 2016/17                      | Galatasaray SK | Turcja    | Süper Lig            | 28    | 5      |
| 2017/18                      | OGC Nice       | Francja   | Ligue 1              | 5     | 0      |
| 2017/18                      | Al-Gharafa     | Katar     | Qatar Stars League   | 10    | 9      |
| 2018/19                      | Al-Gharafa     | Katar     | Qatar Stars League   | 11    | 6      |
|                              |                |           | Łącznie w Eredivisie | 126   | 43     |
| Łącznie w Primera División   | 52             | 11        |                      |       |        |
| Łącznie w Serie A            | 76             | 13        |                      |       |        |
| Łącznie w Süper Lig          | 124            | 35        |                      |       |        |
| Łącznie w Ligue 1            | 5              | 0         |                      |       |        |
| Łącznie w Qatar Stars League | 21             | 15        |                      |       |        |

## Sukcesy

### AFC Ajax
- Mistrzostwo Holandii: 2003/2004
- Puchar Holandii: 2005/2006, 2006/2007
- Superpuchar Holandii: 2002, 2005, 2006

### Real Madryt
- Mistrzostwo Hiszpanii: 2007/2008
- Superpuchar Hiszpanii: 2008

### Inter Mediolan
- Mistrzostwo Włoch: 2009/2010
- Puchar Włoch: 2009/2010, 2010/2011
- Superpuchar Włoch: 2010
- Liga Mistrzów: 2009/2010
- Klubowe mistrzostwo świata: 2010

### Galatasaray Stambuł
- Mistrzostwo Turcji: 2012/2013
- Puchar Turcji: 2013/2014

### Reprezentacyjne
- Wicemistrz świata: 2010
- 3. miejsce mistrzostw świata: 2014

### Indywidualne
- Piłkarz roku w Holandii: 2004
- Najlepszy pomocnik Ligi Mistrzów: 2010
- Drużyna marzeń mistrzostw świata: 2010
- Drużyna marzeń mistrzostw Europy: 2008
- Drużyna marzeń Ligi Mistrzów: 2010
- Drużyna marzeń według FIFPro World XI: 2010
- Drużyna marzeń według ESM: 2010
- Srebrna Piłka mistrzostw świata: 2010
- Brązowy But mistrzostw świata: 2010
- Piłkarz roku w Ajaxie Amsterdam: 2007
- Odkrycie roku w Ajaxie Amsterdam: 2002

### Rekordy
- Najwięcej występów w historii reprezentacji Holandii: 134 mecze